# Proctophyllodes
Proctophyllodes är ett släkte av spindeldjur som beskrevs av Mégnin in Robin och Mégnin 1877. Proctophyllodes ingår i familjen Proctophyllodidae.
Kladogram enligt Dyntaxa:
| Proctophyllodes | \| \| Proctophyllodes acanthicaulus \| \| \| \| \| \| Proctophyllodes anthi \| \| \| \| \| \| Proctophyllodes clavatus \| \| \| \| \| \| Proctophyllodes doleophyes \| \| \| \| \| \| Proctophyllodes hipposideros \| \| \| \| \| \| Proctophyllodes macedo \| \| \| \| \| \| Proctophyllodes pinnatus \| \| \| \| \| \| Proctophyllodes rubeculinus \| \| \| \| |
|                 | \| \| Proctophyllodes acanthicaulus \| \| \| \| \| \| Proctophyllodes anthi \| \| \| \| \| \| Proctophyllodes clavatus \| \| \| \| \| \| Proctophyllodes doleophyes \| \| \| \| \| \| Proctophyllodes hipposideros \| \| \| \| \| \| Proctophyllodes macedo \| \| \| \| \| \| Proctophyllodes pinnatus \| \| \| \| \| \| Proctophyllodes rubeculinus \| \| \| \| |
|                 | Joubertophyllodes |
|                 | |
|                 | Proctophyllodes acanthicaulus |
|                 | |
|                 | Proctophyllodes anthi |
|                 | |
|                 | Proctophyllodes clavatus |
|                 | |
|                 | Proctophyllodes doleophyes |
|                 | |
|                 | Proctophyllodes hipposideros |
|                 | |
|                 | Proctophyllodes macedo |
|                 | |
|                 | Proctophyllodes pinnatus |
|                 | |
|                 | Proctophyllodes rubeculinus |
|                 | |

|  | Proctophyllodes acanthicaulus |
|  |                               |
|  | Proctophyllodes anthi         |
|  |                               |
|  | Proctophyllodes clavatus      |
|  |                               |
|  | Proctophyllodes doleophyes    |
|  |                               |
|  | Proctophyllodes hipposideros  |
|  |                               |
|  | Proctophyllodes macedo        |
|  |                               |
|  | Proctophyllodes pinnatus      |
|  |                               |
|  | Proctophyllodes rubeculinus   |
|  |                               |